# Echinops procerus
Echinops procerus là một loài thực vật có hoa trong họ Cúc. Loài này được Mozaff. mô tả khoa học đầu tiên năm 2002.